# Montornès de Segarra
Montornès de Segarra ist eine spanische Gemeinde (municipio) mit 88 Einwohnern (Stand: 2024) im Nordosten Kataloniens. Neben dem gleichnamigen Hauptort Montornès de Segarra besteht die Gemeinde aus der Ortschaft Mas de Bondia.

## Geographie
Montornès de Segarra liegt etwa 55 Kilometer östlich von Lleida und etwa 72 Kilometer westnordwestlich von Barcelona in einer Höhe von ca. 610 m. 

## Einwohnerentwicklung
| 1970 | 1981 | 1991 | 2001 | 2011 | 2021 |
| ---- | ---- | ---- | ---- | ---- | ---- |
| 212  | 149  | 123  | 101  | 93   | 91   |

## Sehenswürdigkeiten
- Reste der Burganlage von Motornès de Segarra
- Johanniskirche von Motornès de Segarra
- Bartholomäuskirche von Mas del Bondia

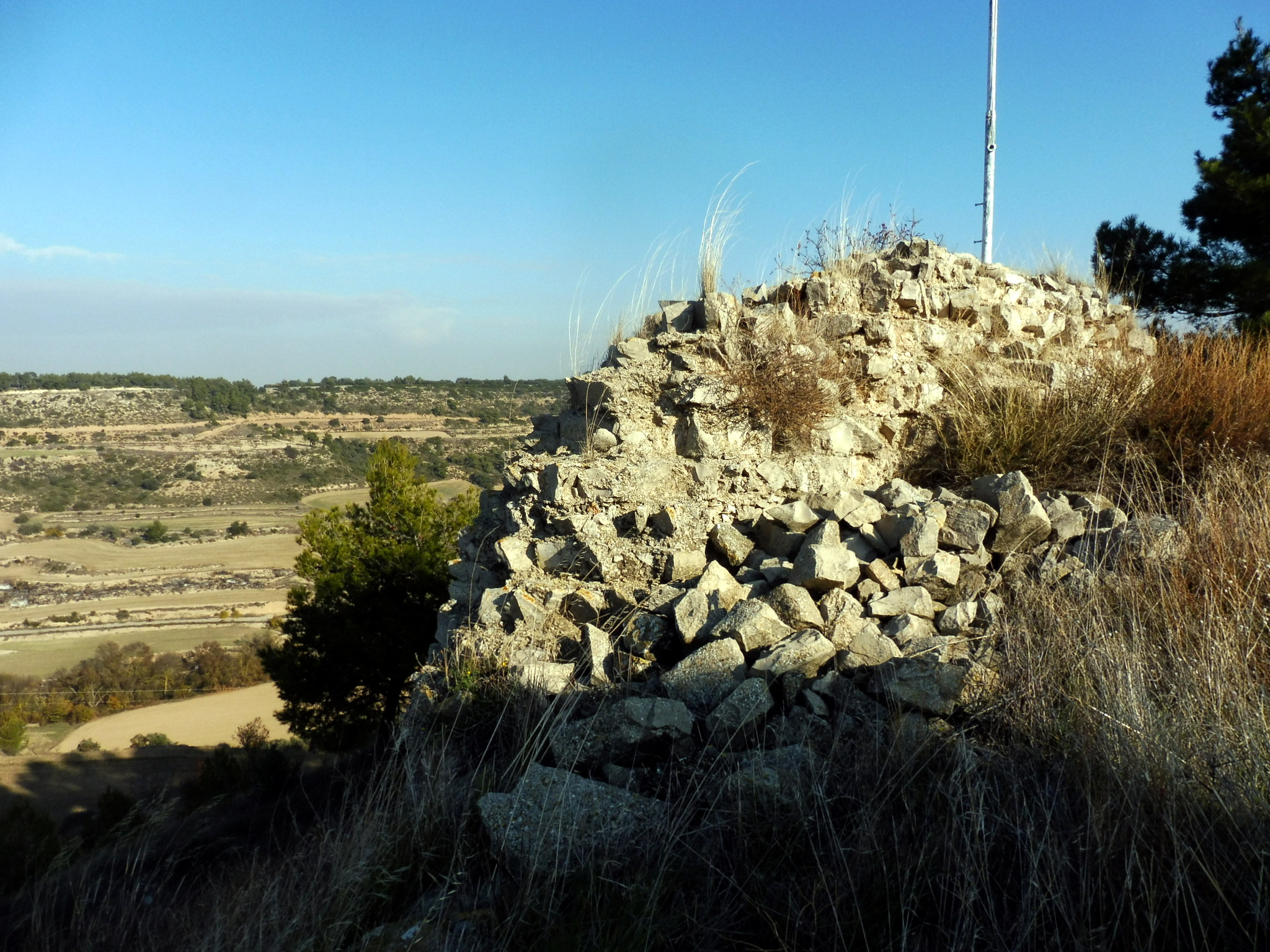
Burganlage von Montornès de Segarra
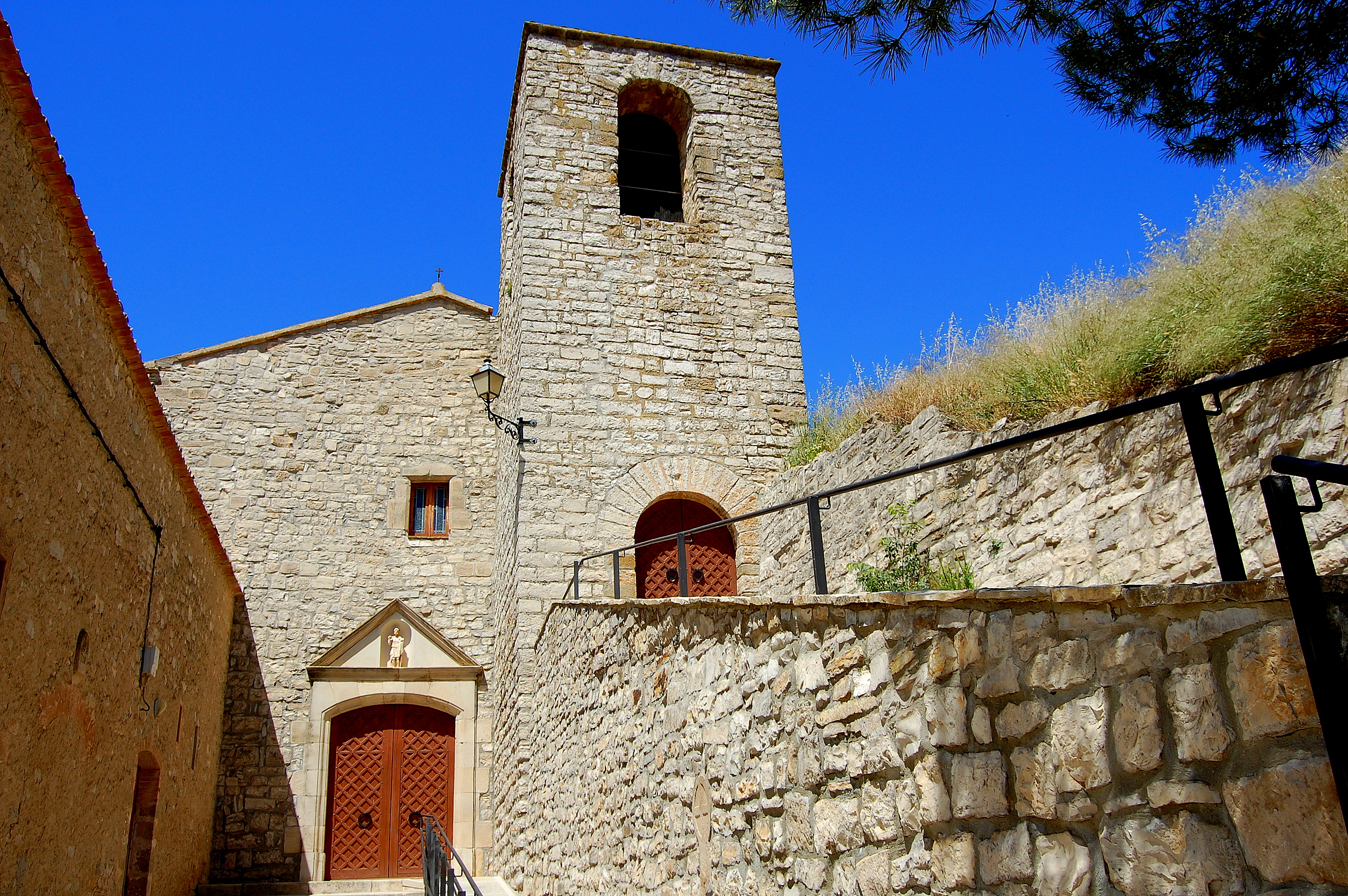
Johanniskirche
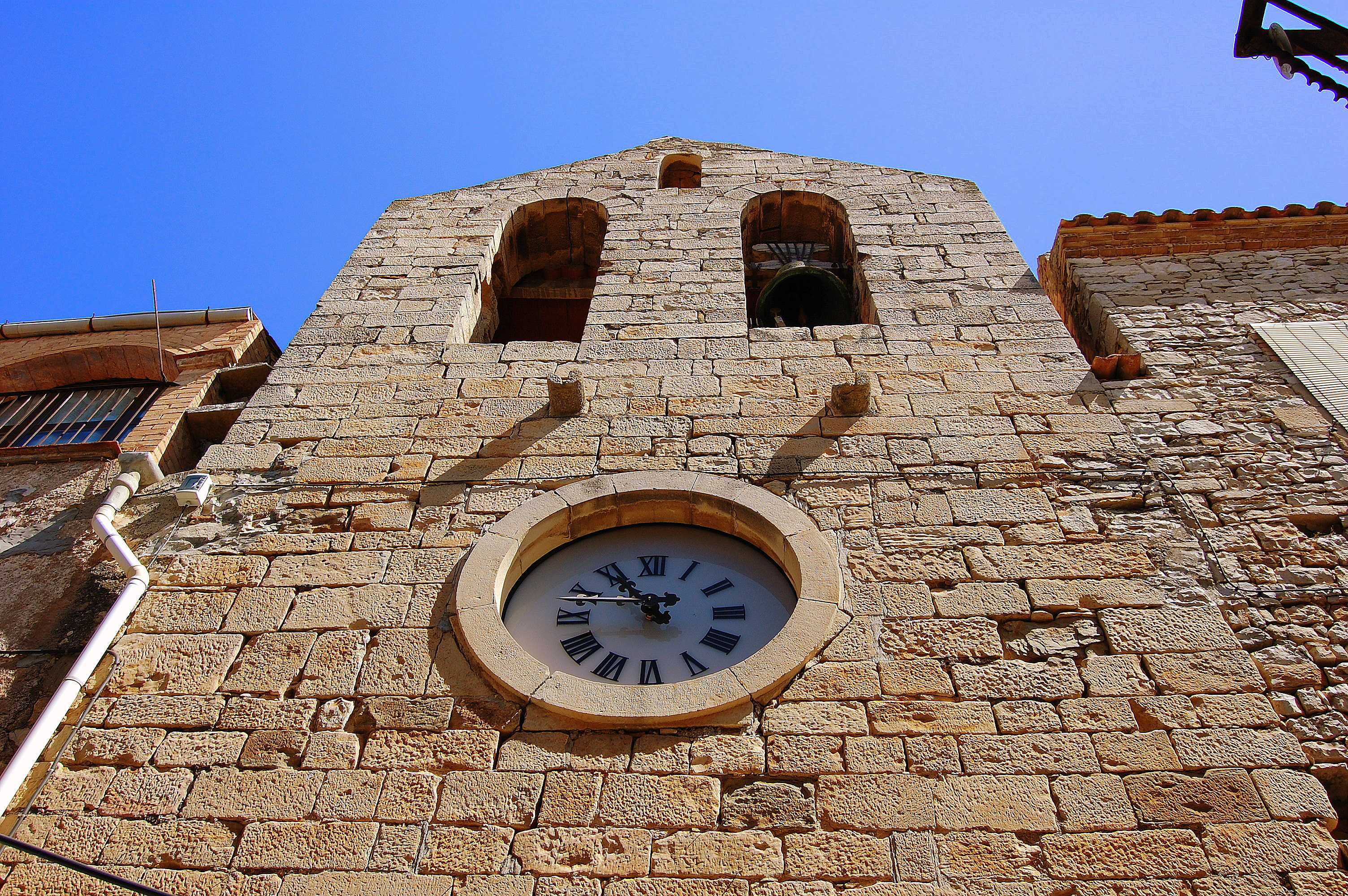
Bartholomäuskirche